# 大友柳太朗
大犮 柳太朗（おおとも りゅうたろう、1912年〈明治45年〉6月5日 - 1985年〈昭和60年〉9月27日）は、山口県出身の俳優。本名：中富 正三。
新国劇出身。戦後の東映時代劇映画で数多く主演を務めた剣劇スター。晩年はテレビの現代劇でも活躍した。

## 来歴
父親は山口県柱島（現岩国市）出身、母親は広島県能美島（現江田島市）の出身で、大犮は母親の実家に近い広島市中の棚（現在の同市中区立町付近）で生まれ、父親は出生届を柱島で出した。生後間もなく柱島で育ち、小学校3年から5年までは山口県屋代島（周防大島）（現同県大島郡）で育った。1935年（昭和10年）、松山中学（現・愛媛県立松山東高等学校）卒業後、大阪へ出て新国劇に入り、辰巳柳太郎に師事。同じ松山中学出身の映画監督伊藤大輔から「大輔」の名を譲り受け、中富大輔の芸名で初舞台を踏む。
1936年（昭和11年）、新興キネマ京都撮影所に招かれ、山本周五郎原作の『青空浪士』の主演で華々しく映画界にデビュー。このとき、師の辰巳柳太郎から「柳太郎」の名を譲り受け芸名を「大犮柳太郎」とした。大犮の名字は「柳太郎」の名前に合うもので語呂がいいものとして新興キネマの重役が決めたものである。
1937年（昭和12年）、『佐賀怪猫伝』に主演、映画は大ヒットとなり、一躍スター俳優の仲間入りを果たす。1942年（昭和17年）、各社合併で大映京都撮影所所属となり、大映創立第1回オールスター超大作『維新の曲』に坂本龍馬の暗殺者である佐々木只三郎役で出演する。
1943年（昭和18年）、太平洋戦争に伴い召集を受け、満州方面を転戦する。1946年（昭和21年）、敗戦に伴い復員するが、GHQが発布した「剣戟映画禁止令」により、活躍の場を奪われ、すぐには時代劇映画スターに返り咲くことができなかった。この時期、嵐寛寿郎や片岡千恵蔵ら大御所も、同様に時代劇での仕事の場を奪われ、現代劇に活路を求める状況であった。
1947年（昭和22年）、チャンバラ場面のない『天下の御意見番を意見する男』の主演で戦後映画界に復帰するも、同年と翌年を含めた出演作は年4本に留まり、合間を地方巡業での芝居小屋出演などで生計を立てる不遇な時期が続いた。
1950年（昭和25年）、GHQの禁止令解除に伴い、剣戟映画の世界へ戻る。同時に大犮柳太郎の「郎」を「朗」に変え “大犮柳太朗” に改名。その背景として、戦後なかなか主役の座に返り咲けず低迷し、これでは師匠（辰巳柳太郎）の名を名乗るのはおこがましいと考えたからという。同年、片岡千恵蔵主演作の『にっぽんGメン』や『いれずみ判官』に出演。この時期からしばらくのあいだ東横映画での助演を多くこなした。
1953年（昭和28年）、東映京都撮影所製作、山田五十鈴共演の『加賀騒動』（佐伯清監督）は、当時新聞連載の人気小説を原作としたこともあり、その重厚な作風とも相まって大犮の演技にも注目が集まった。同年、主演した『快傑黒頭巾』が大ヒット。黒頭巾役者として子供たちの人気の的となり1954年（昭和29年）からの『新諸国物語 笛吹童子』シリーズでは霧の小次郎役でさらに人気を博した。
以後もヒット作に恵まれ、戦後の時代劇映画観客動員でトップを走る「東映時代劇スター」の一角を担うまでになる。剣戟俳優として最も重要な「殺陣」の鮮やかさは誰もが認めるところで、また乗馬技術があり、当時、「片岡千恵蔵・市川右太衛門の両御大、中村錦之助・東千代之介・大川橋蔵の三羽烏よりも稼ぎ頭だ」と囁かれたほどの人気ぶりだった。
1957年（昭和32年）、4月に日本で初となる「シネマスコープ作品」として公開された『鳳城の花嫁』（松田定次監督）に主演。ユーモラスな演技で大成功を収めるなど、柔軟な役どころで、戦前の新興キネマ・大映映画時代の自身を凌ぐスターの地位を獲得。戦前からのスター俳優の多くが、戦後は脇にまわるケースが多い中で、特筆に値すると評される。6月に『仇討崇禅寺馬場』（マキノ雅弘監督）公開。同作は翌年京都市民賞でトップとなり、大犮は男優賞を受賞。
1958年（昭和33年）、『仇討崇禅寺馬場』（1957年・マキノ雅弘監督）での演技により京都映画祭主演男優賞を受賞。同年、シネマスコープ（東映スコープ）公開一周年記念として製作された『丹下左膳』シリーズでの丹下左膳役、翌1959年（昭和34年）、推理物の時代劇『右門捕物帖』シリーズ第1作『片目の狼』でのむっつり右門役を演じ、当たり役とし、快傑黒頭巾役と合わせて三つのヒットシリーズを持つ時代劇の大スターとして活躍。
しかし、1960年代半ばに東映が時代劇映画の制作を休止したため、主にテレビ時代劇に活動の場を移す。主演作に『さむらい飛脚』（1971年）、レギュラー出演作に赤穂浪士奥田孫太夫を演じた『編笠十兵衛』（1974年）、水戸家家老山野辺兵庫を演じた『水戸黄門』（1976年 - 1983年）などあるが、既に老齢に達しており、ゲスト出演が主となっていた。新国劇などの舞台にも復帰したが、やはりゲスト助演が主であった。
テレビでは時代劇と並行して現代劇にも僅かに出演していたが、1979年（昭和54年）、NHKの文化庁芸術祭優秀賞受賞作品『親切』への出演を境として、現代劇での老人役が増えていく。
1980年の『なっちゃんの写真館』にはヒロインの祖父役で出演、1981年の『北の国から』では富良野に生きる老人役を演じた。続いて小津安二郎の映画『東京物語』をリメイクしたテレビドラマ『新・東京物語』（1982年）に出演、以降多くの現代劇において老人役として人気俳優となった。加えて、撮影現場での生真面目故のユニークなエピソードがタモリやビートたけしらによってテレビやラジオで紹介され、自身もバラエティ番組に進出するなど、タレント業もこなした。
1980年代前半ころより台詞覚えに苦労するようになり「老人性痴呆症にかかった」と悲観しはじめ、不眠症にも悩まされるようになる。
1985年（昭和60年）9月27日、東京都港区の自宅マンション屋上から飛び降り自殺。73歳没。この日の午前8時30分、大犮は管理人に鍵を貰って地下の個別の倉庫へ入ったが、様子がおかしいと妻が管理人を呼び2人がかりで大犮を部屋へ連れ戻した。しかし、妻と管理人が大犮を病院へ連れて行くかどうか相談している隙をついて部屋を抜けだし、屋上から飛び降りた。
部屋には妻と、10月から放送の新番組でレギュラー出演予定だったテレビドラマ『ハーフポテトな俺たち』（日本テレビ）のプロデューサーに宛てた遺書が残されていた。伊丹十三の監督映画『タンポポ』が遺作となった。死の前日には大犮自ら伊丹に電話をかけ、自分の出番がすべて撮影済みであることを確認している。
長男は作曲家でジャズピアニストの中冨雅之。
一般社団法人映像コンテンツ権利処理機構においては不明権利者とされている。

## 人物
劇中では豪放磊落な役柄が多かったが、俳優としての実像は生真面目で神経質ともいえ、師匠である辰巳柳太郎の前では終生、膝を崩すことがなかったという。
また、無骨さを表して評判は悪くなかったのだが、実際に舌が長かったらしく台詞回しが悪いことを常に気に病んでいたともいわれる。アフレコが出来ず、『大忍術映画 ワタリ』（1966年）ではこのため撮影が進まず、船床定男監督を困らせている。
マキノ雅弘によると「大犮柳太朗は、正直のところ演技がまずく」「大犮ドン太朗」という渾名がつけられていた。
大犮の師である辰巳柳太郎は、大犮の葬儀の際、「バカヤロウが、こんな死に方しやがって!!」とやり場のない怒りを沢島忠にぶつけ、沢島は辰巳の心中を思いやると返す言葉が無かったと述懐している。
辰巳は後年『徹子の部屋』に出演した際、大犮の自殺について、「皆に迷惑をかけるからと言って死んだらしい。だが、柳太朗の妻をはじめ誰も迷惑だと思っている者はいなかった。自分を含め関係者は、柳太朗は何を勘違いしたのだろうと不可解な気持ちだった」という趣旨の話をしている。
伊丹十三はドキュメンタリー映画『伊丹十三のタンポポ撮影日記』（1985年）の中で、「大友さんは台詞を忘れるのではないかトチるのではないかという不安が非常に強い俳優だったのではないかと思う」というナレーションとともに、大友が撮影を待つ間もたえず何度も台詞を繰り返している場面を映し、「まるで彼の心の中に叱る人が住み着いていて、常に彼を脅迫し続けているかの如くだった」と述べている。
「不器用な人柄」と評される一方、文人としての一面も持つ。松山中学で同級生であった戦後日本俳壇の雄、石田波郷に最初に句作をするよう勧めたのは大犮であったと伝えられている。戦前には、自身初の句集『渚』も上梓。また、1980年に出版された歌集『昭和万葉集』（講談社）には大犮の歌が4首収録されている。

## 主な出演

### 映画

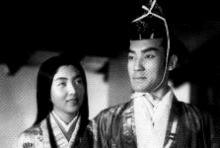
『お市の方』（1942年）左は宮城千賀子

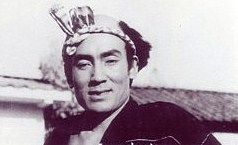
『天下の御意見番を意見する男』（1947年）

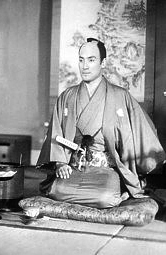
『田之助紅』（1947年）

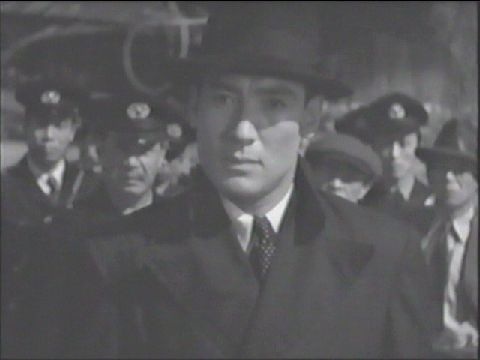
『獄門島』（1949年）

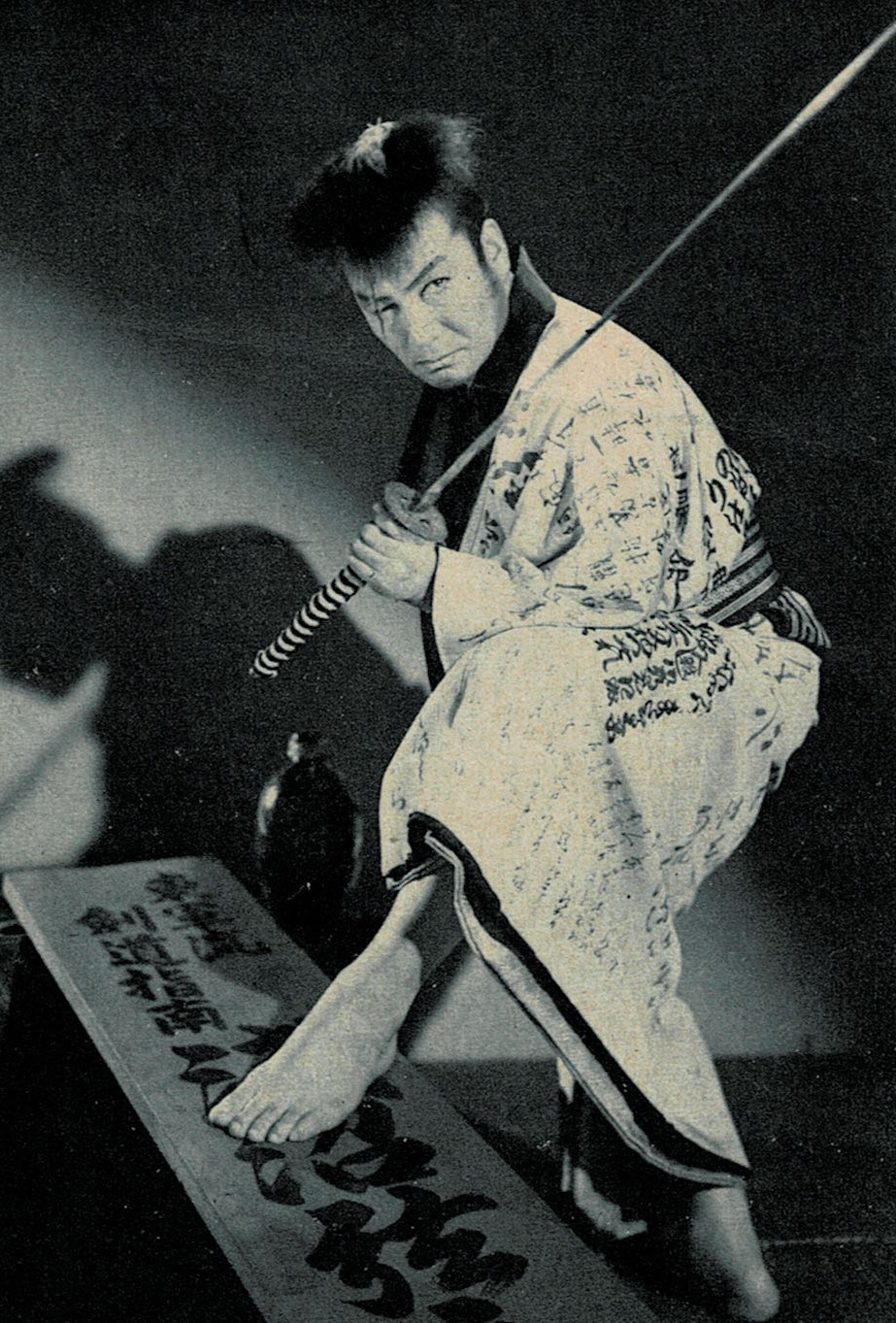
『丹下左膳』（1958年）

- 青空浪士（1937年、新興キネマ） - 津村三九馬
- 佐賀怪猫伝（1937年、新興キネマ） - 小森半左衛門
- 静御前（1938年、新興キネマ） - 源義経
- 叫ぶ野武士（1938年、新興キネマ） - 翼の八郎
- 富士川の血煙（1939年、新興キネマ） - 小政
- 女人峠（1940年、新興キネマ） - 遠藤類蔵
- 罪なき町（1941年、新興キネマ） - 加賀宰相綱紀
- 維新の曲（1942年、大映） - 佐々木唯三郎
- お市の方（1942年、大映） - 浅井長政
- 天下の御意見番を意見する男（1947年、大映） - 一心太助
- 素浪人罷通る（1947年、大映） - 松平伊豆守
- 王将（1948年、大映京都） - 内弟子・毛利
- 獄門島（1949年、東横映画） - 磯川警部
- にっぽんGメン 難船崎の血闘（1950年、東横映画） - 都筑滋彌
- 神変美女峠（1951年、新東宝） - 青鬼
- 八ツ墓村（1951年、東映） - 磯川警部
- 大江戸五人男（1951年、松竹） - 石谷将監
- 赤穂城（1952年、東映） - 不破数右衛門
- 續 赤穂城（1952年、東映） - 不破数右衛門
- はだか大名（1952年、東映） - 大内右源太
- 丹下左膳（1952年、松竹京都） - 峰丹波
- 満月三十石船（1952年、東映） - 桂小五郎
- 加賀騒動（1953年、東映） - 大槻伝蔵
- 女間者秘聞 赤穂浪士（1953年、東映） - 清水一角
- 朝焼け富士（1953年、東映） - 橋本五郎兵衛
- 快傑黒頭巾（1953年、東映） - 黒頭巾・天命堂・山鹿弦一郎
  - 快傑まぼろし頭巾（1954年）
  - 御存じ快傑黒頭巾 マグナの瞳（1955年）
  - 御存じ快傑黒頭巾 新選組追撃（1955年）
  - 御存じ快傑黒頭巾 危機一発（1955年）
  - 御存じ快傑黒頭巾 神出鬼没（1956年）
  - 快傑黒頭巾（1958年）シリーズ初のカラー・シネマスコープ
  - 快傑黒頭巾 爆発篇（1959年）
  - 危うし! 快傑黒頭巾（1960年）
- 真田十勇士（1954年、東映） - 猿飛佐助
- 新諸国物語 笛吹童子（1954年、東映） - 霧の小次郎
- 霧の小次郎（1954年、東映） - 霧の小次郎
- 新諸国物語 紅孔雀（1954年、東映） - 五升酒の猩猩・那智主水
- 弥太郎笠（1955年、東映） - 桑山盛助
- 鍔鳴浪人（1956年、東映） - 楓月太朗 / 高窓一角（二役）
- 隠密秘帖 まぼろし城（1956年、東映） - 木暮月之介
- 黒田騒動（1956年、東映） - 竹中妥女正
- 隠密七生記（1956年、新東宝）- 椿源太郎
- 赤穂浪士 天の巻 地の巻（1956年、東映） - 堀田隼人
- 大地の侍（1956年、東映） - 阿賀妻謙
- 曽我兄弟 富士の夜襲（1956年、東映）- 畠山重忠
- 水戸黄門（1957年、東映） - 野中主水
- 恋染め浪人（1957年、東映） - 夏目鮎太郎
- 鳳城の花嫁（1957、東映） - 松平源太郎
- 抜打ち浪人（1957年、東映） - 正木弥九郎
- 阿波おどり 鳴門の海賊（1967年、東映） - 帰って来た男
- 仇討崇禅寺馬場（1957年、東映） - 生田伝八郎
- 丹下左膳（1958年、東映） - 丹下左膳
  - 丹下左膳 怒濤篇 （1959年）
  - 丹下左膳 妖刀濡れ燕（1960年）
  - 丹下左膳 濡れ燕一刀流（1961年）
  - 丹下左膳 乾雲坤竜の巻（1962年）
- 新選組（1958年、東映京都） - 月形半平太
- 鶯城の花嫁（1958年、東映） - 三鷹彦四郎
- 捨てうり勘兵衛（1958年、東映） - 田島勘兵衛
- 忠臣蔵 櫻花の巻・菊花の巻（1959年、東映） - 堀部安兵衛
- 新吾十番勝負（1959年、東映） - 徳川吉宗
- 右門捕物帖シリーズ - むっつり右門
  - 右門捕物帖 片眼の狼（1959年、東映）
  - 右門捕物帖 地獄の風車（1960年）
  - 右門捕物帖 南蛮鮫（1961年）
  - 右門捕物帖 まぼろし燈籠の女（1961年）
  - 右門捕物帖 卍蜘蛛（1962年）
  - 右門捕物帖 紅蜥蜴（1962年）
  - 右門捕物帖 蛇の目傘の女（1963年）
- 孔雀城の花嫁（1959年、東映） - 森半助正和
- 伊達騒動 風雲六十二万石（1959年、東映） - 原田甲斐
- 江戸の悪太郎（1959年、東映）- 剣持三四郎
- 酒と女と槍（1960年、東映） - 富田蔵人高定
- 庄助武勇傳・会津磐梯山（1960年、東映） - 小原庄助
- 水戸黄門（1960年、東映） - 井戸甚左衛門
- 壮烈新選組 幕末の動乱（1960年、東映） - 倉原新兵衛
- 赤穂浪士（1961年、東映） - 堀田隼人…1956年版の再演
- 赤い影法師（1961年、東映） - 柳生十兵衛
- 天草四郎時貞（1962年、東映） - 岡新兵衛
- 源九郎義経（1962年、東映） - 源頼朝
- 変幻紫頭巾（1963年、東映） - 紫頭巾
- 忍者秘帖 梟の城（1963年、東映） - 葛篭重蔵
- 十七人の忍者（1963年、東映） - 伊賀の甚伍左
- 血と砂の決斗（1963年、東映） - 稲葉弥十郎
- 集団奉行所破り（1964年、東映） - 源太
- 大殺陣（1964年、東映） - 酒井忠清
- 十兵衛暗殺剣（1964年、東映） - 幕屋大休…「加賀騒動」で主演スターに復帰後 初の仇役に転じる
- 幕末残酷物語（1964年、東映） - 山南敬助
- 日本侠客伝 浪花篇（1965年、東映） - 新沢
- 丹下左膳 飛燕居合斬り（1966年、東映） - 大岡越前守
- 怪竜大決戦（1966年、東映） - 大蛇丸
- 女犯破戒（1966年、東映）
- 大忍術映画 ワタリ（1966年、東映） - 音羽の城戸
- 十一人の侍（1967年、東映） - 秋吉刑部
- 銭形平次（1967年、東映） - 笹野新三郎
- 女賭博師鉄火場破り（1968年、大映） - 前島大五郎
- やくざ刑罰史 私刑（1969年、東映） - 友造
- やくざ非情史 血の決着（1970年、日活） - 三田村長次
- 江戸川乱歩の陰獣（1977年、松竹） - 小山田六郎
- 天使を誘惑（1979年、東宝） - 上杉朔太郎
- 炎のごとく（1981年、東宝） - 新門辰五郎
- 陽炎座（1981年、日本ヘラルド映画） - 師匠
- 刑事物語 くろしおの詩（1985年、東宝） - 山梨剛造
- タンポポ（1985年、東宝） - ラーメンの先生

### テレビドラマ
- 大河ドラマ（NHK総合）
  - 赤穂浪士（1964年） - 堀内伝右衛門
  - 源義経（1966年） - 富樫泰家
  - 天と地と（1969年） - 板垣駿河守
  - 国盗り物語（1973年） - 武田信玄
- 三匹の侍（フジテレビ）
  - 第4シリーズ 第13話「抜け忍非情」（1966年） - 茂蔵
  - 第5シリーズ 第21話「助三郎覚書」（1968年） - 兵頭助三郎
- 日本剣客伝 第3話「上泉伊勢守」（1968年、NET） - 武田信玄
- 無用ノ介 第8話「雨に消える無用ノ介」（1969年、日本テレビ） - 東條造酒
- 鞍馬天狗　(1969年、NHK総合)  - 根岸丹後守
- あゝ忠臣蔵（1969年、関西テレビ）
  - 第22話「大石東下り」 - 富永彦八郎
  - 第38話「暁の勝鬨」 - 土屋主税
- 細うで繁盛記（1970年 - 1971年、よみうりテレビ） - 糸商の主人
- 時間ですよ（1970年、TBS）- 侠客・半次郎
- 大坂城の女 第11話「関白秀次とその妻」（1970年、関西テレビ） - 木村常陸介
- 大忠臣蔵（1971年、NET） - 鳥居理右衛門
- さむらい飛脚（1971年、NET） - 後藤三左衛門
- 荒野の素浪人（NET / 三船プロ）
  - 第15話「乱闘 銀山白鳳峡」（1972年） - 大鳥軍太夫
  - 第53話「群狼 黄金の砦」（1973年） - 高比良鉄心斉
- 必殺仕掛人 第4話「殺しの掟」（1972年、朝日放送） - 中根元十郎
- 特別機動捜査隊 第551話「群衆の中のひとり」（1972年、NET） - 友田
- 時代劇☆蛇姫様 第12話「男一匹花吹雪」（1972年、12ch） - 鍵屋十兵衛
- 遠山の金さん捕物帳 第132話「白州で歌った男」（1973年、NET） - 天宙軒竜斎
- 長谷川伸シリーズ 第27話「殴られた石松」（1973年、NET） - 清水次郎長
- 新書太閤記（1973年、NET） - 清水宗治
- ナショナル劇場（TBS）
  - 水戸黄門（C.A.L）
    - 第1部 第20話「父を尋ねて -鯖江-」（1969年12月15日） - 篠塚仙之助
    - 第4部
      - 第16話「北海の反乱（前編） -松前-」（1973年5月7日）、第17話「北海の反乱（後編） -松前-」（1973年5月14日） - ニスレックル  ※第16話・第17話とも欠番
      - 第31話「仇討無用 -日光-」（1974年8月20日） - 浅利又四郎

    - 第5部 第12話「討たれに来た男 -京都-」（1974年6月17日） - 有村庄左衛門
    - 第6部 第23話「あっぱれ武士道 -尾張-」（1975年9月1日） - 山岸三左衛門
    - 第7部 - 第13部（1976年 - 1983年） - 初代山野辺兵庫
    - 第7部 第12話「忘れてしまった仇討ち -大館-」（1976年8月9日） - 佐藤小四郎

  - 大岡越前 第1部 第6話「三葉葵の謎」（1970年4月20日、C.A.L） - 伝内
- 荒野の用心棒 第13話「必殺の剣が地平線に甦って…」（1973年、NET） - 牟田口剛造
- ぶらり信兵衛 道場破り 第19話「乞食はつらいよ」（1974年、フジテレビ） - 桃井
- 荒野の素浪人 第2シリーズ 第14話「白狼の牙」（1974年、NET） - 氷室郷左衛門
- 編笠十兵衛（1974年 - 1975年、フジテレビ） - 奥田孫太夫
- 賞金稼ぎ 第6話「ゴーストタウンの狼」（1975年、NET） - 岩見又五郎
- 非情のライセンス（NET）
  - 第2シリーズ 第41話「生きてるだけの兇悪」（1975年） - 科学警察研究所職員・石垣
  - 第2シリーズ 第53話「兇悪の無実」〜第72話「兇悪の密告」（1975年 - 1976年） - 山岸医師
- 破れ傘刀舟 悪人狩り（NET）
  - 第60話「二十一年目の顔」（1975年） - 田島源太郎
  - 第96話「怒濤 佐渡の嵐（前編）」（1976年） - 早崎道庵
  - 第108話「暗黒の烙印」（1976年） - 弥七
  - 第122話「凧と十手とにごり酒」（1977年） - 倉本新兵衛
- 大江戸捜査網 第241話「誇り高き父子鷹」（1976年、12ch） - 竹下陣内
- 人魚亭異聞 無法街の素浪人 第12話「人買い 闇の狩人」（1976年、NET） ※欠番作品
- 遠山の金さん 杉良太郎版 第１シリーズ 第62話「八万石の闇を討て‼」（1976年、NET/東映） - 元真壁藩勘定奉行 板倉刑部
- 桃太郎侍（1976年 - 1977年、日本テレビ） - 神島伊織
  - 第1話「八百八町罷り通る」（1976年）
  - 第22話「あにおとうとめぐり会う日に」（1977年）
  - 第34話「儚い恋の花いちもんめ」（1977年）
  - 第37話「尼僧の館に黒い雨」（1977年）
- 破れ奉行（1977年、テレビ朝日） - 嶋屋宇兵衛
- 江戸を斬るIII 第26話「八百八町は日本晴れ」（1977年、TBS） - 玄道
- 破れ新九郎（テレビ朝日）
  - 第9・10話「新九郎西伊豆へ走る!（前・後編）」（1978年） - 小松隼人
  - 第17話「必殺！無双一本槍」（1979年） - 速水太郎左衛門
- 親切（1979年3月25日、NHK総合） - 斉藤大冊
- 探偵物語 第4話「暴力組織」（1979年、日本テレビ） - 暴力団歌川会・歌川会長
- そば屋梅吉捕物帳 第19話「江戸を走る影法師」（1980年、12ch） - 尾形陣五郎
- 蒼き狼 成吉思汗の生涯（1980年、テレビ朝日） - ソルカン・シラ
- 連続テレビ小説（NHK総合)
  - なっちゃんの写真館（1980年）- 西城清右衛門
  - おしん（1984年） - 栄造
- ぬかるみの女（1980年、東海テレビ） - 儀乃助
- 黄土の嵐（1980年、日本テレビ） - 酒仙法師
- 関ヶ原（1981年、TBS） - 島津義弘
- 北の国から、テレビ連続シリーズ（1981年 - 1982年、フジテレビ） - 笠松杵次
- 銀河テレビ小説（NHK総合）
  - 新東京物語（1982年） - 平山周吉
  - 北の国から83冬（1983年） - 笠松杵次
- 価格破壊（1981年、NHK総合） - 清一郎
- 女商一代 やらいでか!（1981年、東海テレビ） - 彦兵衛
- 秘密のデカちゃん 第21話「ナヌ! 夫婦でダブル見合いだと?!」（1981年、TBS） - 大日向（校長）
- 人間万事塞翁が丙午（1982年、TBS） - 番頭・清さん
- 新・東京物語（1982年、NHK総合） - 平山周吉
- おまかせください（1982年、フジテレビ） - 大原辰之介
- 君は海を見たか（1982年、フジテレビ） - 知念源吉
- あんちゃん 第26話「ブルートレイン、極楽行き!」（1983年、日本テレビ） - 吉井公吉
- おまかせください、オレの女房どの（1983年、フジテレビ）
- 外科医 城戸修平（1983年、TBS） - 久住尚志
- 悠々たる天（1984年、HBC）
- しあわせの国 青い鳥ぱたぱた?（1985年、NHK総合）

### CM
- 日本ビクター（現・JVCケンウッド）VHSビデオデッキ HR-D120

## ディスコグラフィー
- 花影小影/佐渡おけさ（タイヘイレコード、1939年） ※高山廣子とのデュエット。
- 浮世投げ節（テイチクレコード）
- 新黒頭巾ぶし（マーキュリーレコード、1955年）